# Phyllodactylus
Phyllodactylus – rodzaj jaszczurek z rodziny Phyllodactylidae.

## Zasięg występowania
Rodzaj obejmuje gatunki występujące w Ameryce (Stany Zjednoczone, Meksyk, Belize, Gwatemala, Salwador, Honduras, Nikaragua, Kostaryka, Dominikana, Haiti, Portoryko, Barbados, Aruba, Curaçao, Bonaire, Kolumbia, Wenezuela, Ekwador, Peru i Chile).

## Systematyka
Rodzaj zdefiniował w 1828 roku angielski zoolog John Edward Gray w publikacji własnego autorstwa poświęconej zagadnieniom zoologicznym. Gatunkiem typowym jest (oznaczenie monotypowe) Phyllodactylus pulcher.

### Etymologia
- Phyllodactylus: gr. φυλλον phullon ‘liść’[6]; δακτυλος daktulos ‘palec’[7].
- Discodactylus: gr. δισκος diskos ‘płyta’[8]; δακτυλος daktulos ‘palec’[7]. Gatunek typowy (oryginalne oznaczenie): Phyllodactylus tuberculosus Wiegmann, 1834.
- Gerrhopygus: gr. γερρον gerrhon ‘plecionka, coś plecionego’[9]; -πυγος -pugos ‘-zady’, od πυγη pugē ‘zad, kuper, pośladki’[10]. Gatunek typowy (absolutna tautonimia): Diplodactylus gerrhopygus Wiegmann, 1834.

### Podział systematyczny
Do rodzaju należą następujące gatunki:

- Phyllodactylus andysabini Arteaga, Bustamante, Vieira, Tapia, Carrión & Guayasamin, 2019
- Phyllodactylus angustidigitus Dixon & Huey, 1970
- Phyllodactylus apricus Dixon, 1966
- Phyllodactylus barringtonensis Van Denburgh, 1912
- Phyllodactylus baurii Garman, 1892
- Phyllodactylus benedettii Ramírez-Reyes & Flores-Villela, 2018
- Phyllodactylus bordai Taylor, 1942
- Phyllodactylus bugastrolepis Dixon, 1966
- Phyllodactylus cleofasensis Ramírez-Reyes, Barraza-Soltero, Nolasco-Luna, Flores-Villela & Escobedo-Galván, 2021
- Phyllodactylus clinatus Dixon & Huey, 1970
- Phyllodactylus coronatus Dixon, 1966
- Phyllodactylus darwini Taylor, 1942
- Phyllodactylus davisi Dixon, 1964
- Phyllodactylus delcampoi Mosauer, 1936
- Phyllodactylus delsolari Venegas, Townsend, Koch & Böhme, 2008
- Phyllodactylus dixoni Rivero & Lancini, 1968
- Phyllodactylus duellmani Dixon, 1960
- Phyllodactylus duncanensis Van Denburgh, 1912
- Phyllodactylus galapagensis Peters, 1869
- Phyllodactylus gerrhopygus (Wiegmann, 1834)
- Phyllodactylus gilberti Heller, 1903
- Phyllodactylus gorii Lanza, 1973
- Phyllodactylus hispaniolae Schwartz, 1979
- Phyllodactylus homolepidurus Smith, 1935
- Phyllodactylus inaequalis Cope, 1875
- Phyllodactylus insularis Dixon, 1960
- Phyllodactylus interandinus Dixon & Huey, 1970
- Phyllodactylus isabelae Castro-Franco & Uribe-Pena, 1992
- Phyllodactylus johnwrighti Dixon & Huey, 1970
- Phyllodactylus julieni Cope, 1885
- Phyllodactylus kofordi Dixon & Huey, 1970
- Phyllodactylus kropotkini Ramírez-Reyes & Flores-Villela, 2018
- Phyllodactylus lanei Smith, 1935
- Phyllodactylus leei Cope, 1889
- Phyllodactylus leoni Torres-Carvajal, Carvajal-Campos, Barnes, Nicholls & Pozo-Andrade, 2013
- Phyllodactylus lepidopygus (Tschudi, 1845)
- Phyllodactylus lupitae Castro-Franco & Uribe-Pena, 1992
- Phyllodactylus magister Noble, 1924
- Phyllodactylus magnus Taylor, 1942
- Phyllodactylus maresi Lanza, 1973
- Phyllodactylus martini Lidth de Jeude, 1887
- Phyllodactylus microphyllus Cope, 1875
- Phyllodactylus muralis Taylor, 1940
- Phyllodactylus nocticolus Dixon, 1964
- Phyllodactylus nolascoensis Dixon, 1964
- Phyllodactylus pachamama Koch, Flecks, Venegas , Bialke, Valverde & Böhme, 2016
- Phyllodactylus palmeus Dixon, 1968
- Phyllodactylus papenfussi Murphy, Blair & de la Cruz, 2009
- Phyllodactylus paralepis McCranie & Hedges, 2013
- Phyllodactylus partidus Dixon, 1966
- Phyllodactylus paucituberculatus Dixon, 1960
- Phyllodactylus pulcher Gray, 1828
- Phyllodactylus pumilus Dixon & Huey, 1970
- Phyllodactylus reissii Peters, 1862
- Phyllodactylus rupinus Dixon, 1964
- Phyllodactylus rutteni Hummelinck, 1940
- Phyllodactylus santacruzensis Dixon, 1966
- Phyllodactylus saxatilis Dixon, 1964
- Phyllodactylus sentosus Dixon & Huey, 1970
- Phyllodactylus simpsoni Arteaga, Bustamante, Vieira, Tapia, Carrión & Guayasamin, 2019
- Phyllodactylus sommeri Schwartz, 1979
- Phyllodactylus thompsoni Venegas, Townsend, Koch & Böhme, 2008
- Phyllodactylus transversalis Huey, 1975
- Phyllodactylus tuberculosus Wiegmann, 1834
- Phyllodactylus unctus (Cope, 1863)
- Phyllodactylus ventralis O’Shaughnessy, 1875
- Phyllodactylus wirshingi Kerster & Smith, 1955
- Phyllodactylus xanti Cope, 1863